# 7月22日
7月22日是阳历年的第203天（闰年是204天），离一年的结束还有162天。

## 大事记

### 19世紀以前
- 259年：教宗狄約尼削在教宗職位空缺近一後上任教宗一職。
- 838年：皇帝狄奥斐卢斯指挥的拜占庭军在安贞战役中被阿拔斯王朝的军队击败，损失惨重。
- 1099年：第一次十字军东征将领布永的戈弗雷在圣墓教堂被选为首任耶路撒冷王国国王。
- 1242年：法国国王路易九世率领的法军在塔耶堡战役击溃英格兰军队，亨利三世恢复安茹帝国的希望彻底破灭。
- 1298年：蘇格蘭獨立戰爭：在福爾柯克會戰（英语：Battle of Falkirk）中，英格兰军队在爱德华一世的指挥下打败了威廉·華萊士领导的苏格兰起义军。
- 1419年：捷克人民反对天主教会和封建剥削及德意志殖民势力的革命运动：胡斯战争爆发。
- 1456年：匈雅提·亚诺什的匈牙利王国军队在贝尔格勒围城战击败穆罕默德二世的奥斯曼帝国军队。
- 1499年：瑞士军队在多尔纳赫完胜神圣罗马帝国皇帝马克西米利安一世亲率的大军。
- 1587年：第二批殖民者抵达罗阿诺克岛，为要重新建立先前荒废的定居点。
- 1598年：威廉·莎士比亚的话剧威尼斯商人在英国出版。
- 1706年：1707年联合法令得到英格兰和苏格兰两国专员的同意。
- 1793年：英国探险家亚历山大·麦肯齐抵达太平洋，成为第一个穿越北美洲的欧洲人。

### 19世紀
- 1802年：阮福映成功佔領河內，從而結束越南長達百年的分裂局勢並且建立阮朝。
- 1812年：阿瑟·韦尔斯利率领英军在阿拉皮莱斯击败了法国军队。
- 1843年：《中英五口通商章程》在英屬香港实施。
- 1862年：美国总统亞伯拉罕·林肯向内阁宣读一项总统命令《解放黑奴宣言》的初稿。该命令将宣布解放南部所有的奴隶。
- 1864年：在亚特兰大城外，美利坚联盟国军对谢尔曼将军的美利坚合众国军发动攻势并失败。
- 1864年：太平天国忠王李秀成在南京郊外方山被俘。
- 1894年：法国第一汽车赛从巴黎到鲁昂。

### 20世紀
- 1913年：中華民國大總統袁世凯政府与法国、比利时订立一千万镑的《同成铁路借款合同》。
- 1921年：里夫战争中，西班牙军队惨败于当地反抗军的手中。
- 1928年：彭德怀、滕代远、黄公略等人举行平江起义，编为中国工农红军第五军。开辟了湘鄂赣淪陷區。
- 1933年：美国飞机师威利·波斯特完成首次单机环球飞行。
- 1934年：在美国各地犯下数起大行抢劫案的银行抢匪约翰·迪林杰在芝加哥传奇剧院门口被埋伏的警察枪杀。
- 1937年：总统罗斯福增加最高法院法官数量的提案在美国参议院被否决。
- 1942年：波蘭華沙猶太區超過七千名猶太人被遣送至特雷布林卡集中營殺害。
- 1943年：同盟军在西西里岛战役中控制了西西里岛首府巴勒莫。
- 1944年：波兰国家解放阵线委员会发布了自己的宣言，建立了波兰人民共和国。
- 1946年：伊尔贡在巴勒斯坦托管地耶路撒冷大卫王酒店发动炸弹袭击，造成91人死亡和46人受伤。
- 1947年：印度制宪会议批准使用现在的印度国旗。
- 1950年：利奥波德三世流亡六年后返回比利时。
- 1952年：埃及七月革命爆发。
- 1954年：中国基督教全国会议在北京召开，会议成立了“中国基督教三自爱国运动委员会”的领导机构。
- 1961年：金正日加入朝鮮勞動黨。
- 1962年：水手號計劃：水手1號探測器在卡納維爾角發射時偏离轨道，并在大西洋上空的大气层烧毁，首次尝试探索金星的活动失败。
- 1963年：砂拉越取得自治。並在同年9月16日加入馬來亞聯合邦，成為馬來西亞聯邦之一。
- 1966年：中华人民共和国主席刘少奇代表中国政府发表声明，表示中国准备承担最大的民族牺牲，支援越南人民战胜美国。
- 1969年：西班牙独裁者佛朗哥宣布前国王阿方索十三世之孙胡安·卡洛斯为西班牙王位继承人。
- 1970年：载着印度教徒朝圣者的二十四辆公共汽車和五辆出租汽车在印度被洪水冲到喜马拉雅山麓的一条河中，五百余人因此丧生。
- 1973年：香港大嶼山發生巴士墮崖慘劇，17死23人傷，是2003年屯門公路雙層巴士墮坡事故前香港最大傷亡的車禍。
- 1976年：日本对菲律宾完成了最后的战争罪行补偿。
- 1977年：西班牙首屆民選國會揭幕。
- 1977年：在中共十届三中全会上，邓小平被恢复撤职前的黨內外一切职务。
- 1979年：一輛中巴雙層巴士失控，衝向在北角碼頭巴士總站候車的乘客，共釀成五死四十多人傷。
- 1983年：波兰解除戒严。
- 1992年：哥伦比亚头号毒贩埃斯科瓦尔因惧怕被引渡至美国受审从而越狱潜逃。
- 1996年：中国人民保险公司成立。
- 1997年：赤柬領袖波爾布特被判終身監禁。
- 1997年：由尾田榮一郎創作的少年漫畫《ONE PIECE》首次在《週刊少年Jump》連載，之後成為史上最暢銷的漫畫系列。
- 1999年：美国微软公司开发的即时通讯软件MSN Messenger首个版本发布。
- 1999年：中华人民共和国公安部和民政部宣布法轮功为非法组织[1][2]。
- 2000年：台灣發生八掌溪事件，四名受困在河床的施工人員在苦等不到救援下，遭暴漲的溪水沖走溺斃。

### 21世紀
- 2003年：伊拉克多国部队在摩苏尔击毙前伊拉克总统萨达姆·侯赛因的两个儿子乌代和库赛。
- 2005年：微軟公佈正在開發中，原代號Longhorn的下一代Windows作業系統，正式命名為Windows Vista。
- 2009年：21世紀內最大規模的日全食（长江大日食），月球的影子橫跨了亞洲東南部，至太平洋波利尼西亚附近海域。
- 2010年：香港受颱風燦都的雨帶影響，帶來大雨及雷暴，香港天文台於50分鐘內將所有暴雨警告信號及惡劣天氣警告全部發出，暴雨造成4人死亡。
- 2011年：当日凌晨4点京珠高速信阳明港段一辆由山东威海开往湖南长沙的中型双层客车发生火灾，车体全部着火，车上47名司乘人员只有6人逃生，41人罹难。事故车辆严重烧毁，只剩骨架，部分罹难者遗体已碳化。
- 2011年：安德斯·布雷维克在挪威奥斯陆与乌托亚岛发动恐怖袭击，造成77人死亡和135人受伤。
- 2012年：印度国民大会党候选人、前财政部长普拉纳布·慕克吉在7月19日举行的总统选举中获胜，当选为新一任印度总统。
- 2020年：香港新增113宗新型冠狀病毒肺炎確診個案，有105宗為本地個案，63宗則為源頭不明，創單日新高[3]。

## 出生
- 809年：唐敬宗李湛，唐朝皇帝（827年逝世）
- 1476年：朱祐杬，明朝兴國王（1519年逝世）
- 1478年：费利佩一世，哈布斯堡王朝在西班牙的首位统治者（1506年逝世）
- 1596年：米哈伊爾一世，俄羅斯沙皇（1645年逝世）
- 1618年：約翰·紐霍夫，荷蘭旅行家（1672年逝世）
- 1647年：玛加利大·玛利亚·亚拉高，法国天主教修女、圣徒（1690年逝世）
- 1711年：格奥尔格·威廉·里奇曼，德國物理学家（1753年逝世）
- 1751年：卡羅琳·瑪蒂爾，丹麦和挪威王后，英國公主（1775年逝世）
- 1766年：弗朗茲·克薩韋爾·蘇斯邁爾，奧地利作曲家（1803年逝世）
- 1784年：弗里德里希·威廉·貝塞爾，德國天文學家、數學家（1846年逝世）
- 1831年：孝明天皇，日本121代天皇（1867年逝世）
- 1862年：科斯莫·达夫-戈登爵士，苏格兰地主、運動員，鐵達尼號生還者（1931年逝世）
- 1878年：雅努什·科扎克，波兰醫師，兒童權利之父（1942年逝世）
- 1887年：古斯塔夫·赫兹，德國物理学家，1925年诺贝尔物理学奖得主（1975年逝世）
- 1888年：赛尔曼·A·瓦克斯曼，美國微生物学家、生物化学家，1952年诺贝尔生理学或医学奖得主[4]（1973年逝世）
- 1889年：詹姆斯·惠爾，英國電影導演、戲劇導演、男演員（1957年逝世）
- 1893年：杰西·海恩斯，美国棒球选手及教练（1978年逝世）
- 1899年：索布扎二世，斯威士兰國王（1982年逝世）
- 1904年：唐纳德·赫布，加拿大心理學家（1985年逝世）
- 1916年：马塞尔·塞尔当，法國拳击手（1949年逝世）
- 1923年：，美國律師、政治人物，曾任美國眾議院議員和美國參議院議員（2021年逝世）
- 1926年：沃尔夫冈·伊瑟尔，德國美学家（2007年逝世）
- 1928年：吉米·希尔，英國足球運動員（2015年逝世）
- 1929年：古川麒一郎，日本天文學家（2016年逝世）
- 1934年：露易丝·弗莱彻，美國女演員（2022年逝世）
- 1938年：泰倫斯·史丹普，英國男演員（2025年逝世）
- 1941年：喬治·克林頓，美國歌手
- 1944年：阿南德·萨蒂亚南德，第19任新西兰总督
- 1946年：约翰逊·托里比翁，帕劳第7任总统
- 1946年：丹尼·葛洛佛，美國男演員
- 1947年：米哈埃拉·佩內什，羅馬尼亞女子田徑運動員（2024年逝世）
- 1947年：唐·亨利，美國樂團老鹰樂隊成員
- 1947年：艾伯特·布魯克斯，美國男演員、導演、作家、配音員、喜劇演員
- 1949年：亚伦·孟肯，美國電影配樂作曲家、鋼琴家
- 1949年：穆罕默德·本·拉希德·阿勒马克图姆，迪拜酋长
- 1949年：蕭若元，香港編劇、主持人、政治評論員
- 1949年：拉塞·维伦，芬兰长跑运动员及警官
- 1951年：杜尚·武約維奇，塞爾維亞經濟學家、政治人物（2025年逝世）
- 1954年：史蒂文·拉图雷特，美國律师、众议院议員（2016年逝世）
- 1955年：威廉·達佛，美國男演員
- 1957年：高天賜，澳門立法會議員
- 1958年：原辰德，日本棒球運動員、教练
- 1960年：約翰·李古查摩，美國男演員
- 1962年：黎卓豪，香港公務員、工程師
- 1962年：阿尔文·罗伯逊，美國职业篮球運動員
- 1964年：陳弘耀，台灣漫畫家
- 1964年：內村光良，日本搞笑藝人、主持人、演員、電影導演
- 1964年：大卫·斯佩德，美國演員、编剧
- 1965年：津村真琴，日本女性聲優
- 1967年：瑞斯·伊凡斯，威尔士演員
- 1968年：羅時豐，台灣歌手
- 1969年：傑森·貝克，美國新古典主義重金屬吉他演奏家、作曲家
- 1971年：夏洛特·甘斯柏格，法國女演員
- 1971年：米哈伊爾·卡韋拉什維利，喬治亞政治人物、前足球運動員
- 1972年：贾布拉尼·马布扎，史瓦帝尼政治人物、商人
- 1973年：洛福斯·温莱特，加拿大裔美國創作歌手
- 1974年：郭羨妮，香港演員
- 1974年：法兰卡·波坦特，德國演員
- 1976年：KOKIA，日本女歌手
- 1976年：于波，中國演員
- 1978年：王楠，中國射擊運動員
- 1978年：長谷川京子，日本模特兒、演員
- 1978年：達米安·勃納爾，法國男演員
- 1980年：德克·庫伊特，荷蘭職業足球運動員
- 1980年：凯特·莱恩，比利时歌手
- 1980年：水鳥壽思，日本男子競技體操運動員
- 1981年：亞里，台灣演員
- 1982年：陳宛蔚，香港女藝員
- 1984年：斯图尔特·唐宁，英國足球運動員
- 1985年：李東輝，韓國男演員
- 1986年：樂瞳，香港演員、歌手
- 1986年：末永遙，日本女藝人、模特兒、童星
- 1988年：吉高由里子，日本女演員
- 1988年：金廣鉉，韓國職業棒球運動員
- 1988年：保罗·库茨，英國足球運動員
- 1988年：喬治·桑托斯，美國政治人物
- 1990年：林采緹，台灣女藝人
- 1990年：西田望見，日本女性聲優
- 1991年：马修·詹姆斯，英國足球運動員
- 1992年：梁凱寧，香港女新聞從業員
- 1992年：席琳娜·戈梅茲，美國歌手、演員
- 1993年：夏宇禾，台灣女演員
- 1994年：李汶翰，中國男子偶像團體UNINE成員
- 1994年：佐伯伊織，日本女性聲優
- 1997年：邢昭林，中國男演員
- 1998年：薩哈帕·翁拉齊，泰國男演員
- 2000年：許秀，韓國《英雄聯盟》電競選手
- 2004年：揚庫巴·明特，甘比亞職業足球運動員
- 2013年：威爾斯的喬治王子，英國王室成員

## 逝世
- 698年：武承嗣，女皇武则天的侄子（649年出生）
- 1274年：恩里克一世，纳瓦拉国王（1244年出生）
- 1461年：查理七世，法蘭西國王（1403年出生）
- 1540年：扎波尧伊·亚诺什，匈牙利国王（1490年出生）
- 1645年：加斯帕尔·德·古兹曼，西班牙首相（1587年出生）
- 1676年：教宗克勉十世，羅馬主教（1590年出生）
- 1765年：卡爾·亞歷山大·克拉克，瑞典昆蟲學家、蛛形動物學家。（1709年出生）
- 1814年：，愛爾蘭和美國天主教會教長。（1761年出生）
- 1826年：朱塞普·皮亞齊，義大利神父、天文學家（1746年出生）
- 1832年：拿破仑二世，拿破崙一世與他的第二位皇后瑪麗·路易莎之子（1811年出生）
- 1852年：奧古斯特·德·馬爾蒙，法國將軍、貴族（1774年出生）
- 1900年：伊薩克·伊里奇·列維坦，俄羅斯風景畫家（1860年出生）
- 1908年：兰德尔·克里默，英国社会活动家，1903年诺贝尔和平奖得主（1828年出生）
- 1915年：史丹佛·佛萊明，加拿大工程師、發明家（1827年出生）
- 1932年：范信达，加拿大发明家，电台广播发明者（1866年出生）
- 1932年：小弗洛倫茨·齊格菲爾德，美國百老匯戲劇製作人（1867年出生）
- 1932年：白泰𣞻，越南企業家（1874年出生）
- 1967年：卡尔·桑德堡，美国诗人（1878年出生）
- 1976年：莫蒂默·惠勒，英國考古學家（1890年出生）
- 1979年：科奇什·尚多尔，匈牙利足球运动员（1929年出生）
- 1991年：安德烈·多泰爾，法國文學家（1900年出生）
- 1994年：許平和，印尼小說家（1926年出生）
- 2006年：盧素娟，香港無綫電視資深配音員，以配《多啦A夢》的野比大雄著名（1952年出生）
- 2011年：琳达·克里斯蒂安，美国好莱坞影星（1923年出生）
- 2012年：丁关根，中国工程师及政治家（1929年出生）
- 2018年：都千代，日本超級人瑞（1901年出生）
- 2019年：克里斯·克拉夫特，美國航太工程師（1924年出生）
- 2019年：李鹏，中国共产党及中华人民共和国前主要领导人，曾任中共中央政治局常委、国务院总理和全国人大常委会委员长（1928年出生）[5]
- 2019年：范遠聰，香港反修例運動抗爭者。
- 2021年：那須正幹，日本兒童文學作家（1942年出生）
- 2022年：埃米莉·貝奈斯·布熱津斯基，瑞士裔美國雕刻家（1932年出生）
- 2022年：大衛·摩爾斯，英國商人，利物浦足球俱樂部主席（1946年出生）
- 2022年：斯特凡·紹爾特斯，匈牙利裔奧地利指揮家（1949年出生）
- 2025年：邱正雄，臺灣銀行家、政治人物（1942年出生）
- 2025年：米哈伊爾·塔拉先科，俄羅斯政治人物（1947年出生）
- 2025年：，英國歌手，樂團黑色安息日主唱（1948年出生）
- 2025年：伊耶·蘇米拉特，印尼男子羽球運動員（1950年出生）
- 2025年：喬伊·瓊斯，威爾斯職業足球運動員（1955年出生）

## 节假日和习俗
- 國際拳擊日
- 圓周率近似值日
- 羅馬天主教、東正教和聖公會教會：聖抹大拉馬利亞日
- 波蘭：国家复兴节
- ：太上皇诞辰
- ：国家报纸日
- ：革命日
- 马来西亚：砂拉越自治日